# 山田亦介
山田 亦介（やまだ またすけ）は、幕末の長州藩士。甲子殉難十一烈士の一人。

## 略歴
大組頭山田家の嫡男。村田清風の甥にあたる。甥に初代司法大臣・陸軍中将の山田顕義がいる。
長沼流兵学を学び、弘化2年（1845年）には吉田松陰（寅次郎、当時15歳）に教授している。嘉永5年（1852年）、古賀侗庵の『海防憶測』を出版した罪で隠居となり、知行も削減される。安政5年（1858年）には隠居雇として海防や軍艦「庚申丸」製造に関わり、銃士隊の編成を進言する。
しかし、長州藩内の主導権を握った俗論党によって、萩の野山獄にて57歳で処刑された。